# Alfredo Donnarumma
Alfredo Donnarumma (Torre Annunziata, Italia, 30 de noviembre de 1990) es un futbolista italiano que juega como delantero en la U. S. Catanzaro 1929 de la Serie B.

## Carrera
Alfredo comenzó su carrera jugando para los Azzurri Calcio di Torre Annunziata. Jugó allí hasta que tenía 14 años cuando el director técnico del Calcio Catania, Pietro Lo Monaco lo llevó a Catania.
Desde su llegada a Catania , Donnarumma había jugado en todos los niveles del Catania, hasta que en la primavera de 2008 se unió al Sub-20 del Catania, el nivel más alto de la juventud en el equipo. Alfredo había formado una gran sociedad con Alessandro Malafronte y sobre todo con Francesco Nicastro durante su tiempo en el programa juvenil de Catania. Alfredo también marcó 16 goles, en su temporada de los jóvenes. Donnarumma comenzó su carrera de alto nivel en 2009, cuando el atacante comenzó a ganar el primer equipo ups llamada, en la mera edad de 18 años. A pesar de no hacer su Serie A debutó con el club, el jugador se graduó la cantera del club de puesta a punto en la conclusión de la buena campaña. En julio de 2010, el joven delantero fue cedido al Lega Pro Prima Divisione lado, AS Gubbio 1910 . En su etapa con el club de tercera división, Donnarumma participó de 23 encuentros de liga, anotando 5 goles en la liga. En sus 25 partidos oficiales para el Gubbio, Donnarumma era parte de la alineación titular. El 30 de junio de 2011, Donnarumma regresó a Catania.

## Clubes
| Club                   | País   | Año       | Part. | Goles |
| ---------------------- | ------ | --------- | ----- | ----- |
| A. S. Gubbio 1910      | Italia | 2010      | 25    | 5     |
| Calcio Catania         | Italia | 2011-2012 | 0     | 0     |
| Virtus Lanciano        | Italia | 2012      | 10    | 0     |
| Calcio Como 1907       | Italia | 2012-2013 | 29    | 13    |
| Calcio Catania         | Italia | 2013-2014 | 0     | 0     |
| A. S. Citadella        | Italia | 2014      | 20    | 3     |
| Teramo Calcio          | Italia | 2014-2015 | 39    | 22    |
| U. S. Salernitana 1919 | Italia | 2015-2017 | 71    | 20    |
| Empoli F. C.           | Italia | 2017-2018 | 39    | 23    |
| Brescia Calcio         | Italia | 2018-2021 | 55    | 32    |
| Ternana Calcio         | Italia | 2021-2023 | 54    | 16    |
| U. S. Catanzaro 1929   | Italia | 2023-     | 2     | 0     |
| Total                  | Total  | Total     | 344   | 134   |